# Archimyrmex rostratus
Archimyrmex rostratus (лат.) — ископаемый вид муравьёв рода Archimyrmex Cockerell, 1923. Эоцен США. 

## Описание
Длина тела составляет около 13,2—15,8 мм. Длина груди — 4,2—5,5 мм. Голова округлая, поперечная (её ширина больше длины). Скапус длинный, превосходит затылочный край головы. Проподеум округлый. Петиоль со слабо выраженным узелком, который в 2—2,2 раза больше в длине, чем в своей ширине или высоте. Найдены в формации Грин Ривер (средний эоцен) на западе США (Green River Formation, Колорадо). Возраст находки составляет примерно 48—40 млн лет.
Вид был впервые описан в 1923 году описан американским энтомологом и палеонтологом Теодором Коккереллом.